# 刘祁
劉祁（1203年—1259年），字京叔，號神川遁士。山西大同市渾源縣人。出身書香門第，曾祖父刘撝、祖父刘似、父親劉從益都是金朝官員，有一弟刘郁。

## 生平
刘祁自小是個神童，父亲亲自教他六经，十一岁时，隨父親在长葛（今河南长葛市）任所讀書。後成為太學生，有文名，但是屢試不第，“放意于古文，间出古赋杂论数篇” ，从赵秉文、李纯甫游学。正大三年，其父病逝於翰林院任上。正大四年，刘祁回淮阳扫墓。元兵入汴京，親歷戰爭之殘忍。天興二年（1233年），守城西面元帅崔立以汴京城投降蒙古军，自封鄭王，並脅迫元好問、王若虚、麻革與刘祁为之立碑，遂撰《录崔立碑事》。從汴京、铜壶，经过燕山，輾轉两千里，回到故鄉渾源，“四壁萧然，日惟生事之见迫”，把書房取名“歸潛”，寫下了所見所聞，取名《歸潛志》。元太宗窝阔台十年（1238年），朝廷诏试儒士，一試即中，當過山西東路考試官，征南行台粘合珪聘入幕府，以备参谋。元定宗海迷失后二年卒。著有《神川遯士集》，今佚失。